# Strage di Setagaya
La strage di Setagaya è stata un omicidio plurimo avvenuto nel 2000 a Tokyo, nel quartiere di Setagaya.
Nella notte tra il 30 e il 31 dicembre 2000 la famiglia Miyazawa, composta da quattro persone, è stata massacrata da uno sconosciuto che era entrato nella loro casa di nascosto e che si è poi soffermato all'interno dell'abitazione per diverse ore dopo la strage, prima di andarsene e scomparire.
Nonostante la notevole quantità di elementi personali lasciati sulla scena del crimine, tra cui il suo stesso DNA e le impronte digitali, il responsabile della strage non è mai stato individuato.

## Eventi
La famiglia Miyazawa era composta dal padre Mikio (44 anni), la madre Yasuko (41) e i figli Niina (8) e Rei (6). Vivevano in una casa bifamiliare nel distretto di Kamisoshigaya, facente parte del quartiere di Setagaya a Tokyo.
Intorno alle 10.40 del mattino del 31 dicembre 2000 la madre di Yasuko, che abitava nella casa adiacente e aveva provato senza successo a telefonare alla figlia quella mattina, era entrata nella casa dei Miyazawa ed aveva trovato tutti e quattro i membri della famiglia morti. Mikio, Yasuko e Niina erano stati accoltellati, mentre Rei era morto per asfissia.
L'assassino si era soffermato dentro la casa per alcune ore dopo gli omicidi, durante le quali si è medicato le ferite, ha consumato del cibo trovato nella casa e ha usato il computer della famiglia. L'assassino ha inoltre gettato numerosi documenti personali dei Miyazawa nel gabinetto e nella vasca da bagno.
L'assassino aveva lasciato quasi tutti i suoi effetti personali, tra cui i suoi vestiti, un marsupio, un paio di guanti e il coltello che si era portato. Ha invece portato via alcuni capi d'abbigliamento di Mikio Miyazawa, che gli inquirenti ritengono abbia indossato al posto dei suoi che erano sporchi di sangue. L'assassino ha anche provato ad indossare alcune scarpe di Mikio, ma poiché erano di taglia diversa ha poi tenuto le proprie.

## Indagini
Le indagini, condotte dal Dipartimento della Polizia metropolitana di Tokyo, hanno stabilito che gli omicidi sono avvenuti tra le 23.30 e le 0.05 nella notte tra il 30 e il 31 dicembre.
Si ritiene che l'assassino sia entrato dalla finestra del bagno del primo piano, che si affacciava sul parco Soshigaya e che fu trovata aperta e con la zanzariera tagliata. La recinzione, molto vicina all'edificio, potrebbe essere stata usata per issarsi e raggiungere la finestra.
L'assassino, in base alla ricostruzione degli eventi della polizia di Tokyo, avrebbe prima strozzato Rei che dormiva al primo piano, poi accoltellato Mikio sulla scala che arriva del piano terra e poi sarebbe andato al secondo piano per attaccare anche Yasuko e Niina.
In particolare, Mikio era stato ucciso con un coltello di tipo sashimi bōchō portato dall'assassino, la cui lama si era rotta nell'attacco; Yasuko e Niina erano state inizialmente colpite con lo stesso coltello, ma l'assassino ne aveva poi preso un altro (di tipo santoku) dalla cucina dei Miyazawa per ucciderle.
Dopo, l'assassino ha usato dei kit di primo soccorso e altri prodotti sanitari trovati in casa per medicare le ferite che si era procurato durante gli attacchi; ha quindi mangiato un melone e quattro gelati e bevuto del tè d'orzo prelevati dal frigorifero della casa. Ha anche frugato in armadi e cassetti, dove ha trovato svariati documenti personali dei Miyazawa che ha gettato nella vasca da bagno e nel gabinetto e sui quali ha poi defecato.
Le analisi del computer della famiglia hanno rilevato che c'è stata dell'attività sul dispositivo tra le ore 1.18 e 1.23 di quella notte, durante la quale l'utilizzatore del computer ha creato una nuova cartella e aperto un sito web che era salvato tra i preferiti del browser. Poiché la famiglia Miyazawa era sicuramente già morta a quell'ora, gli inquirenti ritengono che sia stato l'assassino ad effettuare quelle operazioni.
I vestiti che l'assassino ha lasciato nella casa sono stati analizzati, ma nessun elemento utile è emerso in quanto erano tutti capi di abbigliamento prodotti in grande quantità e venduti in numerosi negozi e centri commerciali. Tuttavia, analizzando il marsupio che aveva lasciato nella casa, è stata trovata della sabbia che, analizzata, è risultata essere caratteristica del deserto del Mojave, in California, e in particoalre delle vicinanze della Edwards Air Force Base. Si è così ipotizzato che il marsupio potesse essere appartenuto ad un militare giapponese che aveva visitato quella base, ma nessun elemento concreto è mai emerso da questa pista.
L'assassino ha invece portato via con sé le sue scarpe, ma analizzando le impronte lasciate in casa gli inquirenti hanno stabilito che erano di marca Slazenger e di una taglia non in vendita in Giappone.
Secondo gli inquirenti, l'assassino era alto circa 170 cm e di corporatura magra. Inizialmente è stato stimato che potesse avere tra i 15 e i 35 anni al momento della strage, ma l'età massima è stata in seguito ridotta a 24 anni.
L'assassino si è ferito durante l'attacco e ha utilizzato dei kit di primo soccorso per curarsi le ferite. Sulla scena del crimine è stato trovato sangue di tipo A, incompatibile con i membri della famiglia Miyazawa. Nonostante la polizia di Tokyo sia in possesso del DNA e delle impronte digitali dell'assassino, non sono state trovate corrispondenze né nel database criminale giapponese né in quello internazionale dell'Interpol e l'identità dell'autore della strage rimane tuttora ignota.